# Portret

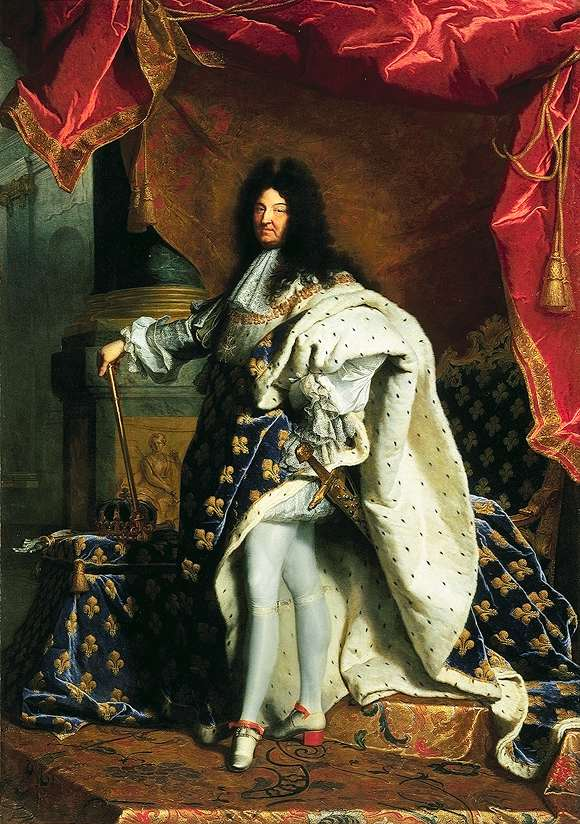
Hyacinthe Rigaud, Ludwik XIV – portret reprezentacyjny

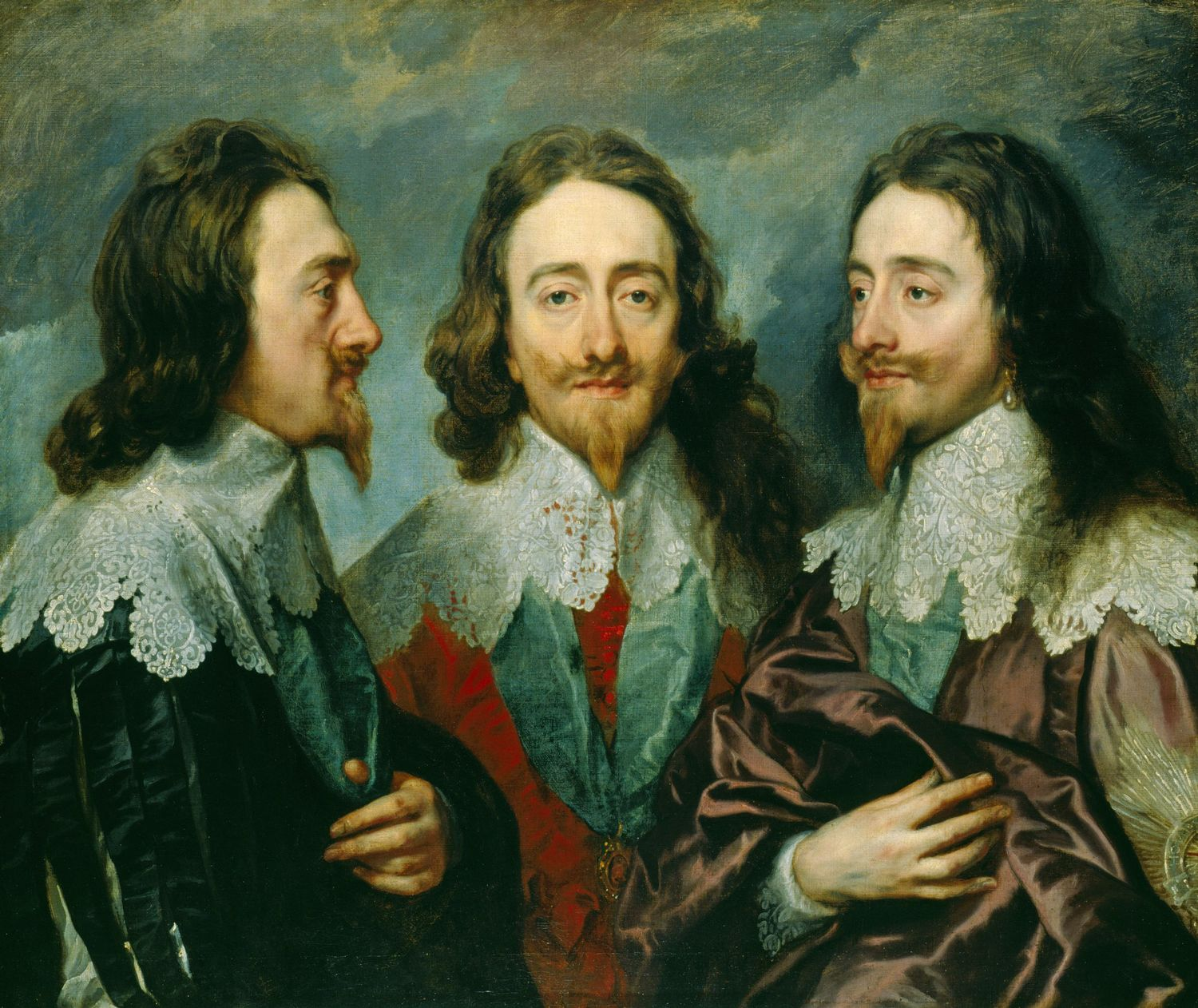
Antoon van Dyck, Potrójny portret Karola I

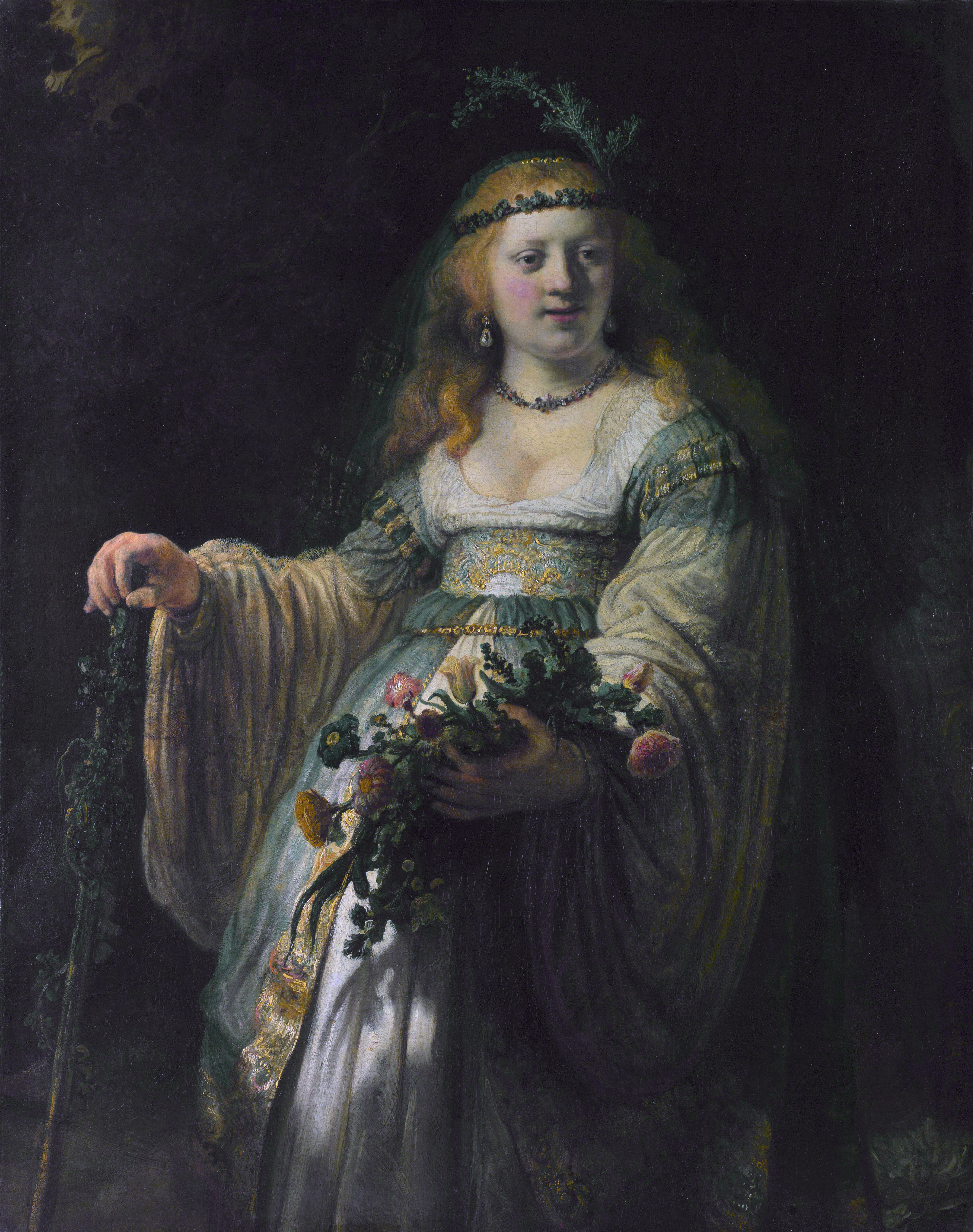
Rembrandt, Saskia jako Flora – portret historyzowany

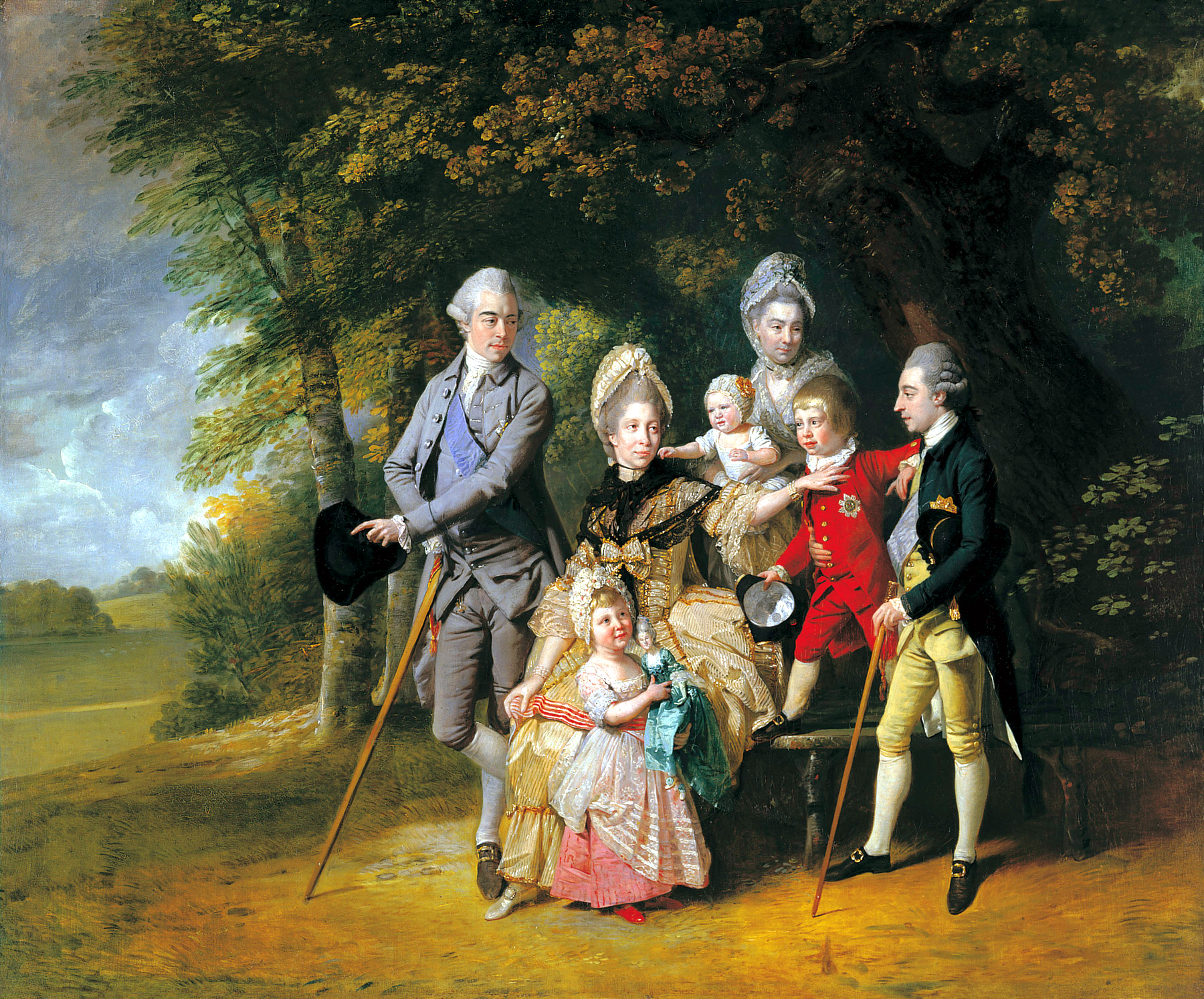
Johann Zoffany, Królowa Charlotta z dziećmi i braćmi – portret rodzinny, conversation pieces

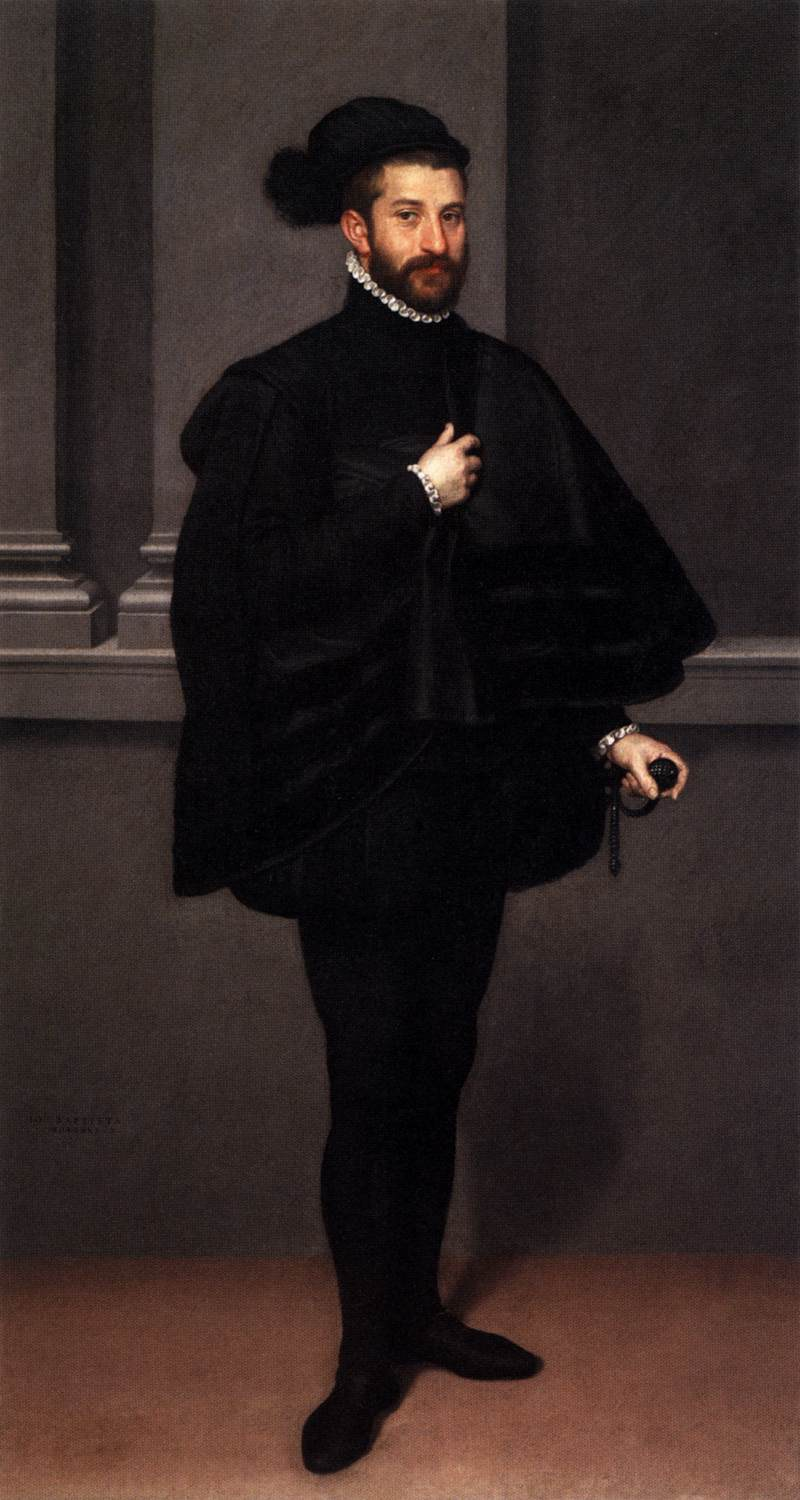
Giovanni Battista Moroni, Rycerz w czerni – portret en pied

Portret, podobizna, konterfekt (fr. portrait, łac. protrahere – wydobyć na światło dzienne, wyjawiać, pokazać, contrafacere – naśladować) – artystyczny wizerunek (malarski, rzeźbiarski, graficzny, rysunkowy) konkretnej osoby lub grupy osób, ukazujący zewnętrzne podobieństwo oraz niekiedy cechy charakteru portretowanych.

## Typy portretów
Pomijając sposób wykonania (np. portret rysunkowy), styl (np. portret renesansowy) czy też materiał (np. płótno), biorąc pod uwagę różne kryteria, rozróżniamy wiele typów portretu.
Ze względu na upozowanie głowy:
- en face (frontalnie)
- profil
- półprofil (ujęcie pośrednie między profilem a en face, bliskie ujęciu en trois quarts)
- en trois quarts (z twarzą zwróconą w bok)
- profil perdu (ćwierćprofil)

Ze względu na ujęcie postaci:
- wizerunek głowy
- popiersie
- półpostać
- portret do kolan
- portret całopostaciowy (en pied, kontrapost)
- portret leżący, stojący, siedzący, konny
- akt.

Ze względu na liczbę osób:
- pojedynczy
- podwójny (ślubny, małżeński, przyjaciół)
- potrójny
- poczwórny
- conversation pieces
- zbiorowy (wielopostaciowy, grupowy).

Ze względu na okoliczności powstania:
- ślubny
- pośmiertny (mumiowy, trumienny, epitafijny)
- asystencyjny (wizerunek fundatora w obrazach i ołtarzach o tematyce religijnej; adorant).

Ze względu na pozycję społeczną modela:
- męski, żeński, dziecka, rodziny
- władcy, artysty, uczonego, cechu lub grupy zawodowej
- rodzajowy (wizerunek człowieka zajętego pracą).

Ze względu na przeznaczenie i funkcję:
- oficjalny (reprezentacyjny, dworski)
- prywatny.

Ze względu na metodę tworzenia:
- osoby pozującej
- realistyczny (oddający rzeczywisty wygląd modela)
- idealny, imaginacyjny, fikcyjny (wykonany w myśl określonych kanonów estetycznych, np. cykl portretów władców polskich Jana Matejki albo Marcella Bacciarellego),
- idealizowany (upiększający, nadający portretowanemu dostojeństwa i powagi)
- historyzowany (portrety współczesnych, przedstawionych jako postaci historyczne, mitologiczne lub biblijne, w odpowiednich strojach i ze stosownymi atrybutami)
- pamięciowy (na podstawie szczegółów podanych przez świadków przestępstwa)
- karykatura (ukazujący w sposób przejaskrawiony indywidualne cechy wyglądu lub psychiki postaci, często w celu jej ośmieszenia).

Ze względu na czynniki specyficzne:
- autora
  - autoportret (portret własny artysty)
  - kryptoautoportret (wizerunek postaci historycznej lub biblijnej obdarzony rysami twarzy twórcy dzieła)
- rozmiary (medalionowy, miniaturowy).

Od portretu należy odróżnić studium fizjonomiczne (malowniczy wizerunek charakterystycznej postaci), które ukazuje nie konkretną osobę, lecz określony typ ludzki, np. pobożną staruszkę, urodziwą młodą kobietę, melancholijnego starca, mężnego szlachcica w fantazyjnym stroju itp. (tzw. tronies). Także uogólnione wizerunki danej profesji, przedstawienia różnych zawodów (uczony w pracowni, malarz w atelier, kupiec w kantorze itp.), nie muszą być portretami i są wtedy zaliczane do tematyki rodzajowej.

## Światło, techniki
Atmosferę dzieła określa wybór konkretnej techniki, np.:
- rysunek węglem wywołuje nastrój gniewu i buntu,
- ołówek umożliwia uzyskanie szerokiego zakresu tonów i nadaje portretowi głębię,
- piórko i tusz pomagają oddać charakter portretowanej osoby.

Oświetlenie wpływa na wygląd portretowanej osoby, np.:
- delikatne światło z boku nadaje bardziej wyrazistego wyglądu profilowi twarzy portretowanego,
- oświetlenie od dołu wytworzy niepokojący, tajemniczy nastrój,
- silne światło padające wprost spłaszcza rysy.